# Pruitt–Igoe
A Pruitt–Igoe lakótelep az Amerikai Egyesült Államokban, a Missouri állambeli St. Louisban található. A lakótelep a modern várostervezés egyik vitatott pontja. Sokan intő jelnek vélik, amely előre jelzi az 1950-es évektől világszerte épített tömbházak és óriás lakókomplexumok sorsát. Számos szociológiai tanulmány foglalkozik azzal, hogy maga az elképzelés volt-e téves, vagy csak a társadalmi adottságok figyelmen kívül hagyása vezetett-e a telep pusztulásához.

## Háttér
Az 1950-es években az Amerikai Egyesült Államokban is lakótelep-építések kezdődtek meg országszerte. A második világháború után rohamosan nőtt a népesség, illetve az igény a modern, jól tervezett, minden komforttal rendelkező otthonok iránt. Szinte minden nagyváros belefogott egy ilyen nagy horderejű, közpénzekből finanszírozott építkezésbe, így a Missouri államban található St. Louis is.
A tervezéssel egy japán származású, de második generációs amerikai építészt, Jamaszaki Minorut bízták meg, akinek ez volt az első jelentős építészeti feladata. Később számos repülőteret is tervezett, legnagyobb horderejű munkája azonban a World Trade Center, vagyis a Világkereskedelmi Központ.
Az épületegyüttest két St. Louis-hoz köthető személyről nevezték el: az egyik Wendell O. Pruitt, egy színes bőrű második világháborús pilóta, a másik William Leo Igoe, kongresszusi képviselő volt. A tervezés 1951-ben indult, amikor a szegregáció még élénken létezett az Egyesült Államokban – így az eredeti elképzelés szerint a „Pruitt” házakban a feketék, az „Igoe” épületekben a fehérek laktak volna.
Az építkezés 1954-ben kezdődött, abban az évben, amikor a Brown kontra Közoktatási Minisztérium perben a Legfelsőbb Bíróság elismerte, hogy a színes bőrűek egyenlő jogokat birtokolnak mind az oktatás, mind az élet más területein. St. Louis már ekkoriban is a folyamatos népességcsökkenésben szenvedő amerikai városok között volt, köszönhetően annak, hogy lakosságának 50%-a már ekkor is színes bőrű volt.
A teljes épületegyüttes felépítése két évet vett igénybe. A házak etnikailag szeparált elképzelése nem valósult meg, a fehérek és a színes bőrűek vegyesen laktak a hatalmas tömbökben. Nem segített a lakótelep helyzetén az sem, hogy a város De Soto-Carr nevű negyede mellett feküdt, amelyet a legszegényebb emberek lakták. Az átadástól számított két éven belül a leginkább középosztálybeli fehér családok elhagyták a telepet.

## Az elképzelés

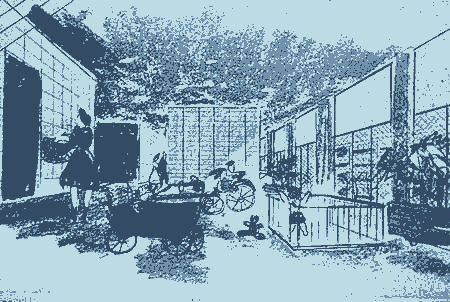
Az eredeti elképzelés...

Viszonylag rövid idő alatt aktív lakóközösség szerveződött, amely kiharcolta, hogy az épületek között a gyerekek számára játszótereket létesítsenek, a főként háztartásbeli nők számára pedig közösségi helyiségeket. Ennek ellenére a fehérek az akkor divatos szóhasználattal élve a white-flight (szó szerint: „fehér menekülés”) lehetőségét választották.
Az épületkomplexum 33, egyenként 11 emeletes épületből állt, egy 23 hektáros alapterületen. Az apartmanok általában üvegablakos galériaszerű folyosókról nyíltak, amelyek az eredeti elképzelés szerint közösségi helységként szolgáltak volna. A liftek a zsúfoltság elkerülése végett csak az első, negyedik, hetedik és tizedik emeleten álltak meg. 
Mindkét megoldás hamar a vandalizmus áldozatául esett. A gyerekek hamar rájöttek arra, hogy a lifteket hogyan lehet megbolondítani, így a lakók kénytelen voltak lépcsőt használni. Az ablakokat sorra törték ki, nem is lehetett őket abban az ütemben helyreállítani. Nyáron a felső emeleteken csaknem elviselhetetlen volt a hőség.
A 2870 lakás csaknem fele teljesen kiürült, ezekbe más fekete családok költöztek be. Az eredeti „Pruitt” (színes bőrű) családok, amelyek szoros közösségben éltek, segítették egymást a szegénységben és gondozták környezetüket, lassan kisebbségbe kerültek az olcsó lakást kereső, bűnöző életmódot folytatók mellett.

## A telep sorsa

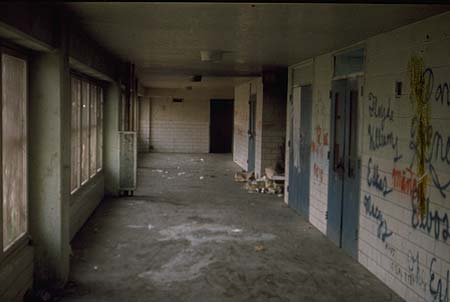
...és ami lett belőle

Sokan Jamaszaki építészeti terveit okolják a telep kudarca miatt, mások szerint Missouri állam demográfiai adottságai, sőt, még a vietnámi háború okozta elkeseredettség is közre játszott a telep pusztulásában. Többször is megpróbálták megmenteni, visszacsalogatni oda a lakókat, ám minden ilyen próbálkozás kudarcot vallott.
Míg a tömbházak építése más városokban sikeresnek volt mondható, addig a Pruitt–Igoe két évtizeden keresztül haldoklott. New Yorkban a hasonló kezdeményezések, mint a Roosevelt-sziget brutalista stílusú óriás házai, túlélték a Nixon-korszakot, és a mai napig élhető otthonok maradtak.
Az elképzelések nagysága az építészeti adottságokkal nem állt arányban. A lakásépítésekre elkülönített alapokból a vietnámi háború hatására nem jutott annyi pénz, így a terv befejezésére: a parkok, sétálóutcák létrehozására sem. A hatvanas évekre a házak közötti zöldövezetekkel már senki sem törődött, a közösségi helyiségeket senki sem érezte magáénak. A szülők képtelenek voltak távol tartani gyerekeiket a rongálástól, erőszaktól, kábítószerektől. 

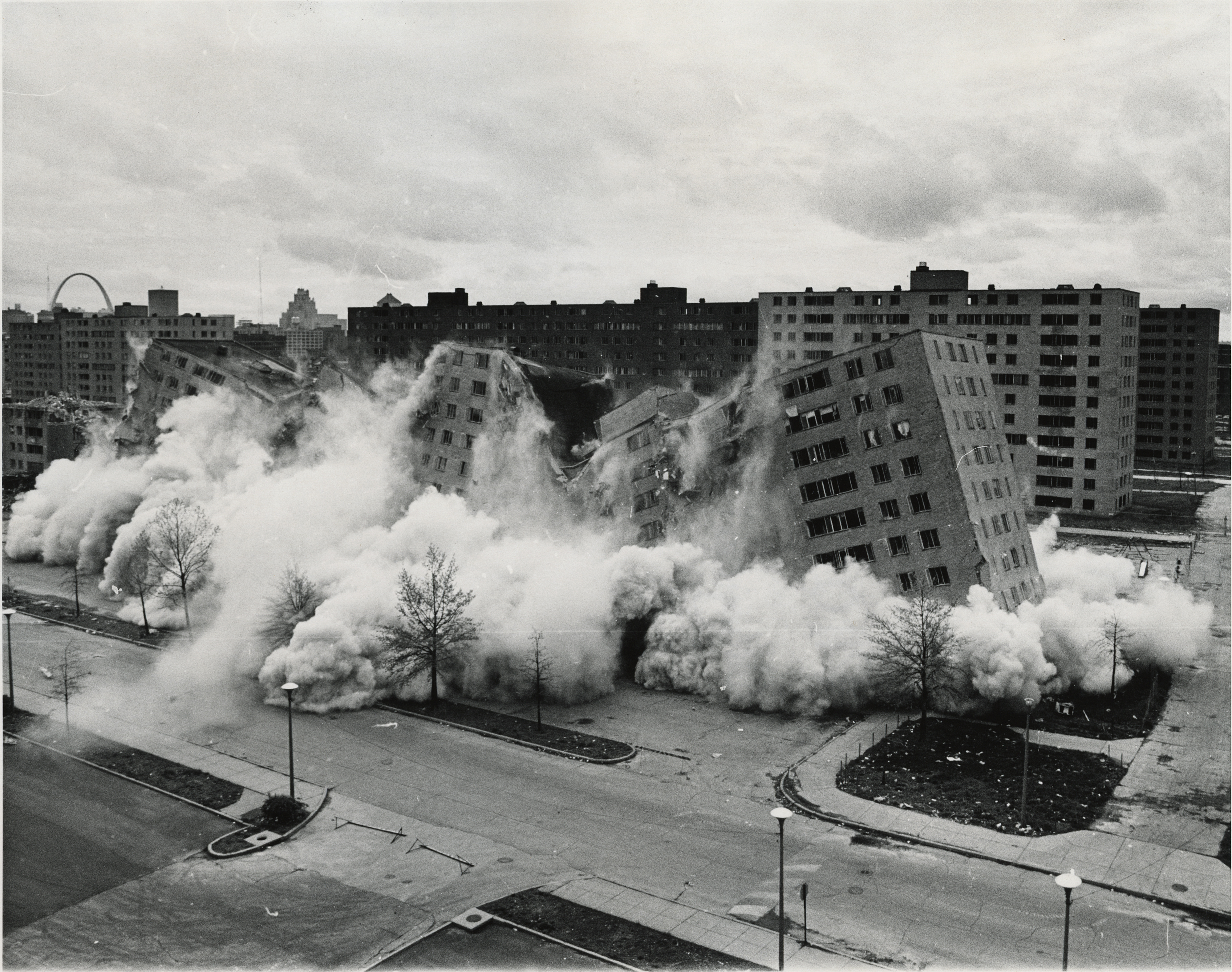
Pruitt-Igoe egyik házának fölrobbantása

A hetvenes évekre a Pruitt–Igoe lett a város szégyenfoltja, és helyi lakásügyi bizottság elrendelte a komplexum lebontását. 1972. március 16-án elkezdték felrobbantani az épületeket. Charles Jencks amerikai építész szerint ez volt „a modernizmus halála”. 
Az egykori lakótelep helyét azóta sem hasznosították, a terület legnagyobb részét az évtizedek alatt masszív gyomréteg nőtte be.

## A mű utóélete

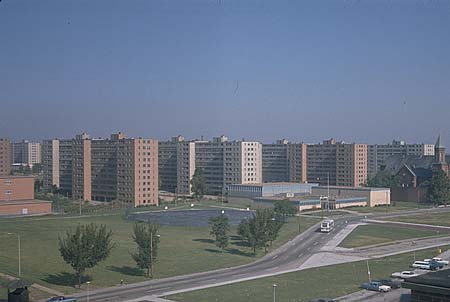
Csaknem 3000 család otthona – lehetett volna

Számos pályázat és elképzelés született a telek hasznosításával kapcsolatban. Ezek egyrészt a már említett folyamatos lakosságszám-csökkenés miatt nem valósulhattak meg, másrészt az épületek beton talapzatát hatalmas költséggel lehetne csak eltávolítani.
A Nixon-kormány ideje alatt épp elég vád érte a város vezetését, amiért a közpénzeket a telep lerombolásával gyakorlatilag kidobta az ablakon. Arról kevés szó esett, hogy St. Louis-ban több más, kisebb horderejű lakásépítés nem járta be ugyanezt a kálváriát.
Godfrey Reggio 1983-as filmjében, a Koyaanisqatsi – Kizökkent világban is helyet kapott a Pruitt–Igoe felrobbantása.

## Lásd még
- Cabrini–Green

## Külső hivatkozások
- Alexander von Hoffman: Miért épült a Pruitt–Igoe? (angolul)